# Durchsteckschlüssel

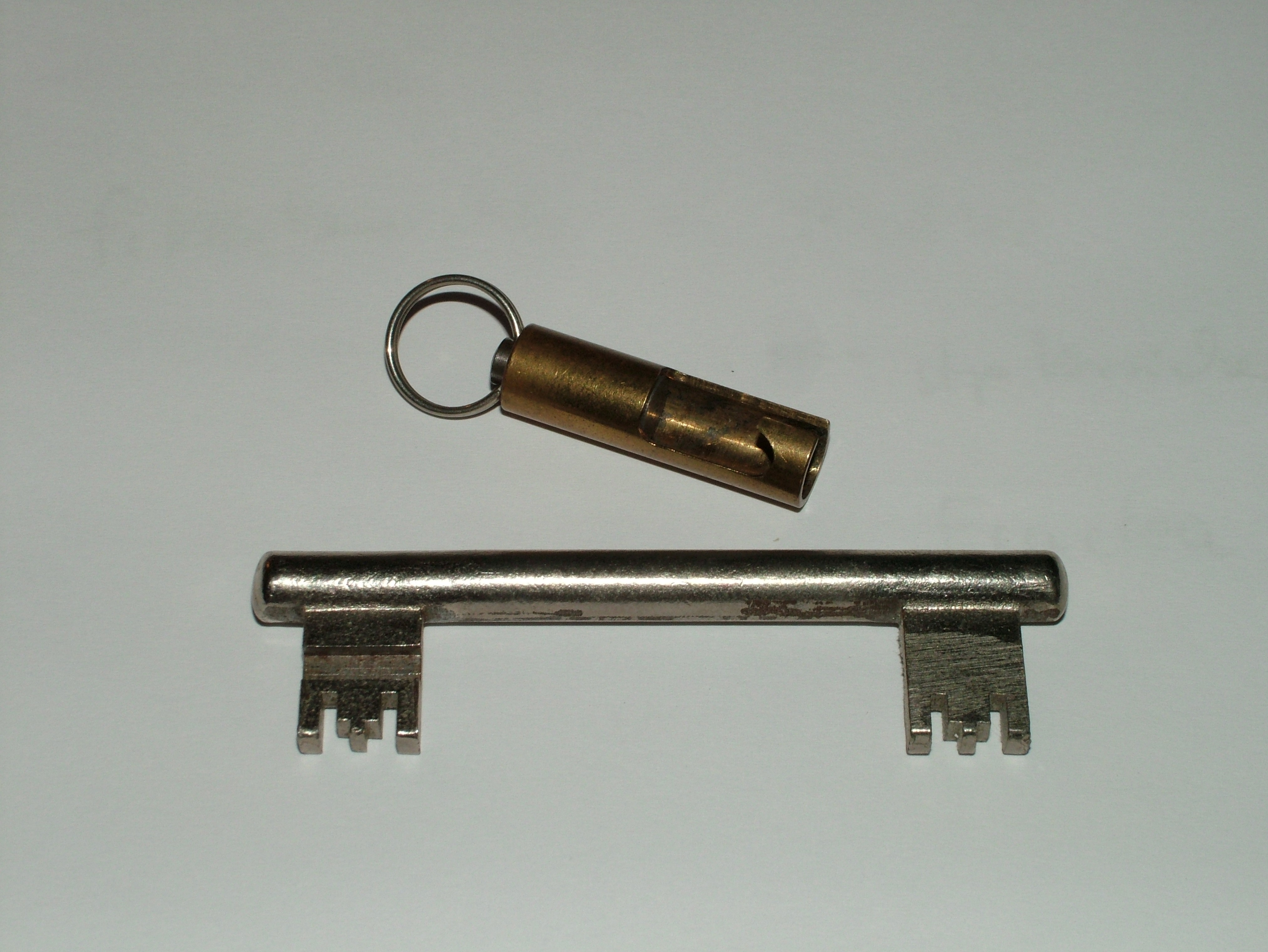
Berliner Schlüssel mit Halterung

Der Durchsteckschlüssel (auch: Berliner Schlüssel, Doppelschlüssel; englisch Berlin key) ist ein Schlüssel mit zwei identischen Bärten. Nach dem Aufschließen des Schlosses muss der Schlüssel durch das Schloss hindurchgeschoben werden, um ihn auf der anderen Seite mit einer Drehung aus dem Schloss zu ziehen, wodurch das Schloss wieder verschlossen wird. Der Durchsteckschlüssel zwingt daher den Benutzer einer Durchgangstür, die verschlossen gehalten werden soll, sie nach dem Hindurchgehen sofort wieder zu verschließen oder seinen Schlüssel stecken zu lassen. Solche Türschlösser mit Schließzwang waren für die Haustüren der Berliner Mietskasernen mit Hinterhöfen bis zur allgemeinen Einführung von Haussprechanlagen die Regel.
Der Schlüssel wurde von dem Berliner Schlossermeister Johann Schweiger erfunden und von seiner Firma, Albert Kerfin & Co GmbH 1912 zum Patent (damals noch in Berlin-Kreuzberg, Adalbertstraße) angemeldet. Der Sitz der Firma war viele Jahre in Berlin-Wedding und befindet sich inzwischen in Berlin-Biesdorf. Heutzutage wird der Durchsteckschlüssel nur noch vereinzelt in Altbaugebieten mit entsprechenden Türen und Toreinfahrten verwendet, ist aber dafür inzwischen ein beliebtes Berlin-Souvenir. Eine Weiterentwicklung erfolgte bei Schlüsseln für Zylinderschlösser, hier allerdings nur für einseitig zu begehende Türen.

## Funktionsweise
Während der Nacht wird der Mechanismus des Haustürschlosses mittels eines Hauptschlüssels durch den Hauswart modifiziert. Der Berliner Schlüssel muss daraufhin senkrecht in das Schloss eingeführt und um 270° entgegen dem Uhrzeigersinn gedreht werden. Der Schlüssel bleibt in dieser Position und wird im nächsten Schritt waagerecht durch das Schloss hindurch geschoben und auf der anderen Seite der Haustür erneut um 270° gedreht. Die zuvor geöffnete Tür wird dadurch wieder geschlossen. Erst dann ist es möglich, den Schlüssel aus dem Schloss zu entnehmen. Tagsüber, nachdem die Tür durch den Hauptschlüssel erneut modifiziert wurde, gilt die zweite Anwendungsart. Der Schlüssel kann die Haustür öffnen, aber nicht zuschließen.